# 大淀区
大淀区（おおよどく）は、大阪府大阪市にかつて存在した行政区の一つ。現在の北区の北部にあたる。

## 概要
区役所の跡地は、2018年時点では民間の特別養護老人ホームとなっている。
警察の管轄は大阪府大淀警察署で、消防の管轄は大阪市北消防署（当時の北区と大淀区の2区を管轄）だった。1944年に大淀区を管轄する消防署として大淀消防署が北消防署から分離設置されたが、翌1945年に戦災で被災して再び北消防署に統合されている。

## 町名
1977年2月1日住居表示実施から1989年合区直前まで
- 大淀（おおよど） - 大淀北・大淀中・大淀南
- 国分寺（こくぶんじ）
- 天神橋（てんじんばし） - 7丁目・8丁目のみ大淀区。
- 豊崎（とよさき）
- 中津（なかつ）
- 長柄（ながら） - 長柄東・長柄中・長柄西
- 本庄（ほんじょう） - 本庄東・本庄西

## 隣接していた行政区
- 大阪市
  - 北区
  - 都島区
  - 福島区
  - 東淀川区
  - 淀川区（1974年以降）

## 歴史
江戸時代までは大坂市街地の北西側に位置する農村地帯で、摂津国西成郡に属し、いくつかの村に分かれていた。
1889年4月1日の町村制施行に伴い、後の大淀区の区域には西成郡豊崎村（1912年1月1日の町制施行により豊崎町）・中津村（1911年2月1日の町制施行により中津町）・鷺洲村（1911年2月1日の町制施行により鷺洲町）の3村が成立した。
1925年4月1日に実施された大阪市第2次市域拡張において、西成郡の全町村が大阪市に編入された。豊崎町・中津町の区域は東淀川区、鷺洲町の地域は西淀川区となった。当時の東淀川区役所は旧豊崎町役場に設置された。
1943年4月1日には、大阪市の22区への分増区および行政区の境界見直しが実施された。その際に東淀川区のうち新淀川南岸の地域（旧：豊崎町・中津町の大半）と、西淀川区浦江地区・大仁（だいに）地区（いずれも現在の大淀地区、旧：鷺洲町の一部）、北区の一部、此花区上福島の一部の区域をもって大淀区が成立した。大淀区役所は旧東淀川区役所庁舎を転用して設置された。
分区の際、淀川北岸の地域が引き続き旧名の「東淀川区」を名乗ることが先に決まっていたため、淀川南岸にあたるこの地域では新しい区名を選定する必要があった。地域からは「豊崎区」「長柄区」「中津区」などの案が出された。しかしいずれの案も、区内の一つの地域の名称に過ぎないとして他の地域からの反対に遭い、新区名の議論は平行線をたどっていた。中津に地盤を持っていた市会議員が、当時淀川に近接している地域から選出されていた市会議員のグループの名称が「大淀会」だったことにヒントを得て「大淀区」はどうかと町内連合会に提案した。連合会役員らは「『大』の字が入っているのが良い」などとして提案を支持・承認し、区名が「大淀区」と決定した。
大阪市編入前後から第二次世界大戦前は人口密集地帯となっていたが、大阪大空襲で甚大な被害を受けて区内の人口は減少した。戦後は梅田に連なるオフィス街として発展したこともあって人口の減少傾向があり、1970年代に大阪市の行政区の再編構想の中で北区との合区構想が打ち出されていたが、1970年代の合区構想は撤回され実現しなかった。その後、1989年2月13日に旧：北区との合区により本区が廃止されることになった。
- 1889年（明治22年）4月1日 - 町村制の施行により、西成郡豊崎村・中津村・鷺洲村が成立。
- 1897年（明治30年）4月1日 - 大阪市第1次市域拡張。豊崎村の一部が大阪市北区に編入されると同時に、西成郡川崎村が大阪市北区と豊崎村に分離編入。
- 1925年（大正14年）4月1日 - 大阪市第2次市域拡張。後の大淀区にあたる区域の全域が大阪市に編入され、「東淀川区」「西淀川区」となる。
- 1929年（昭和4年）9月22日 - 関西大学天六学舎開設。
- 1943年（昭和18年）4月1日 - 行政区の分増区により、東淀川区のうち新淀川南岸の地域を中心に、大淀区が成立。
- 1963年（昭和38年）5月31日 - 浦江・大仁を「大淀町」に地名変更。
- 1966年（昭和41年）6月1日 - 朝日放送 (ABC) が大淀町南2丁目（後の大淀南2丁目2番48号）に移転[3]。
- 1975年（昭和50年）5月6日 - 阪神北大阪線が廃止。
- 1977年（昭和52年）2月1日 - 区全域で住居表示を実施。
- 1989年（平成元年）2月13日 - 旧：北区と合区。新しい北区を新設したことに伴い、大淀区を廃止。

## 人口
- 1945年　21,204
- 1947年　32,661
- 1950年　42,987
- 1955年　55,545
- 1960年　61,598
- 1965年　58,002
- 1970年　48,805
- 1975年　42,442
- 1980年　44,228
- 1985年　46,784

## 交通
1989年合区直前の時点で現存していたもの

### 鉄道
- 阪急電鉄
  - 中津駅
  - 天神橋筋六丁目駅（1969年までは天神橋駅）
- 大阪市営地下鉄
  - 中津駅
  - 天神橋筋六丁目駅

### バス
- 大阪市営バス（中津営業所）
- 阪急バス
- 阪神電鉄バス

### 道路
- 御堂筋（国道176号）
- 新御堂筋（国道423号）

1988年までに廃止されたもの
- 阪神北大阪線 - 区内を東西に結んでいた。1975年5月6日に廃止。阪神電鉄バスに転換。
- 新京阪鉄道（現：阪急千里線） - 1944年廃止。
  - 長柄駅
- 大阪市営電気鉄道
- 大阪市営トロリーバス

## 教育
1989年合区直前の時点で大淀区内に存在していた教育施設

### 大学

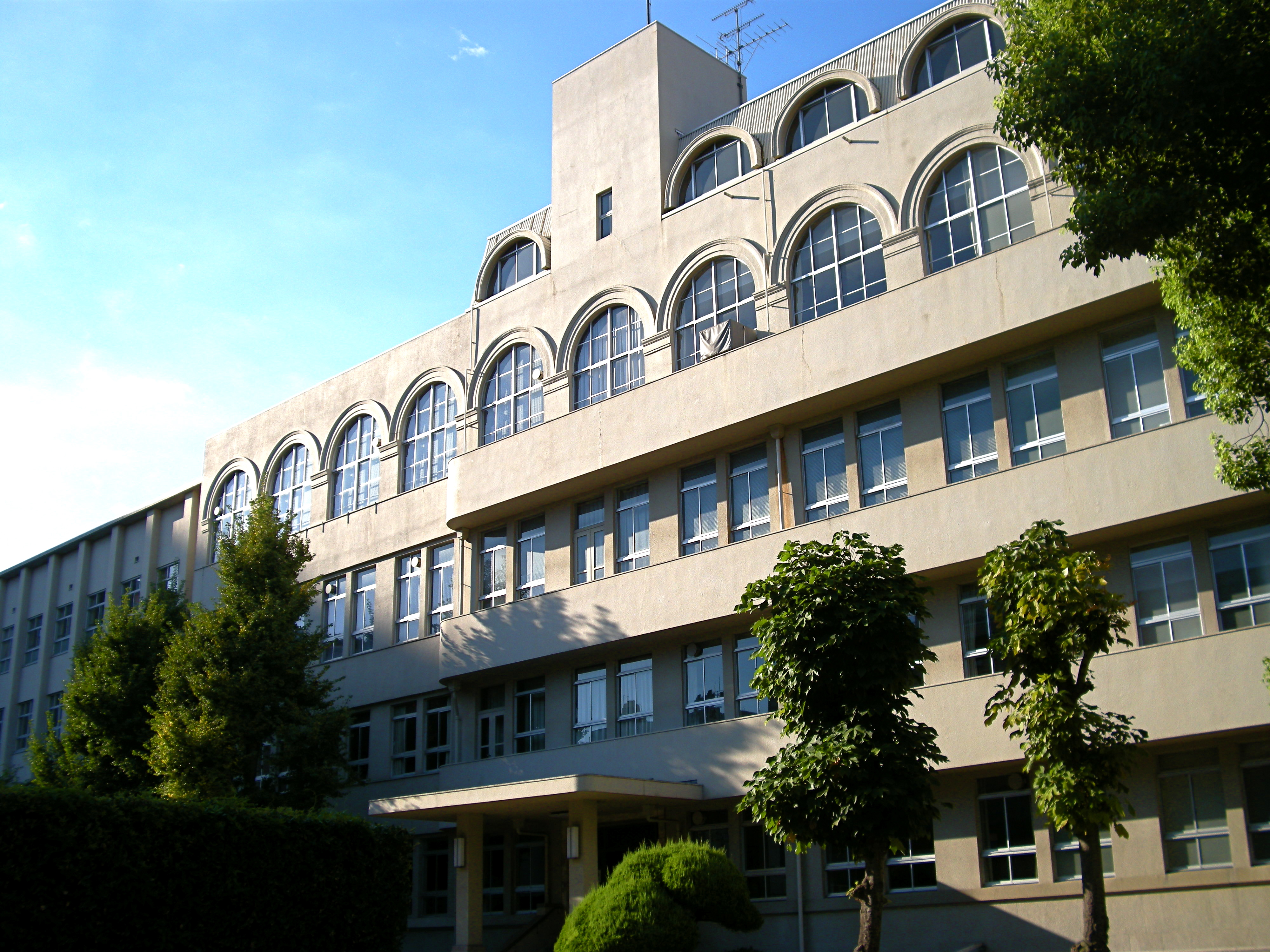
関西大学天六学舎

- 関西大学天六学舎

### 高等学校
- 金蘭会高等学校

### 中学校
- 金蘭会中学校
- 大阪市立大淀中学校
- 大阪市立豊崎中学校
- 大阪市立新豊崎中学校

### 小学校
- 大阪市立大淀小学校
- 大阪市立中津小学校
- 大阪市立中津南小学校
- 大阪市立豊崎小学校
- 大阪市立豊崎本庄小学校
- 大阪市立豊崎東小学校
- 大阪市立豊仁小学校

### 特殊教育諸学校
- 大阪府立中津養護学校

大淀区の区域（区制施行前も含む）にあったが、1988年までに廃校や郊外移転などを行なった教育施設
- 関西大学短期大学部 - 関西大学天六学舎内にあった。1959年廃止。
- 関西大倉高等学校 - 後の大淀南2丁目（朝日放送の場所）にあった。1963年4月に茨木市へ移転。
- 此花商業学校（後の大阪偕星学園高等学校） - 後の長柄中にあった。1945年、校舎の戦時転用により西区へ移転。
- 梅花女学校（後の梅花中学校・高等学校） - 後の豊崎3丁目にあった。1926年に豊能郡豊中村（後の豊中市）へ移転。
- 大阪市心華国民学校 - 1946年、戦災被災により豊崎東小学校に統合して廃校。
- 大阪市豊崎西国民学校、大阪市北豊崎国民学校 - 1946年、戦災被災により豊崎本庄小学校に統合して廃校。
- 大阪市大仁国民学校 - 1946年、戦災被災により浦江小学校（後に大淀小学校と改称）に統合して廃校。

## 名所
1989年合区直前の時点で現存していたもの
- 淀川
  - 長柄橋
  - 十三大橋